# Yu Wo

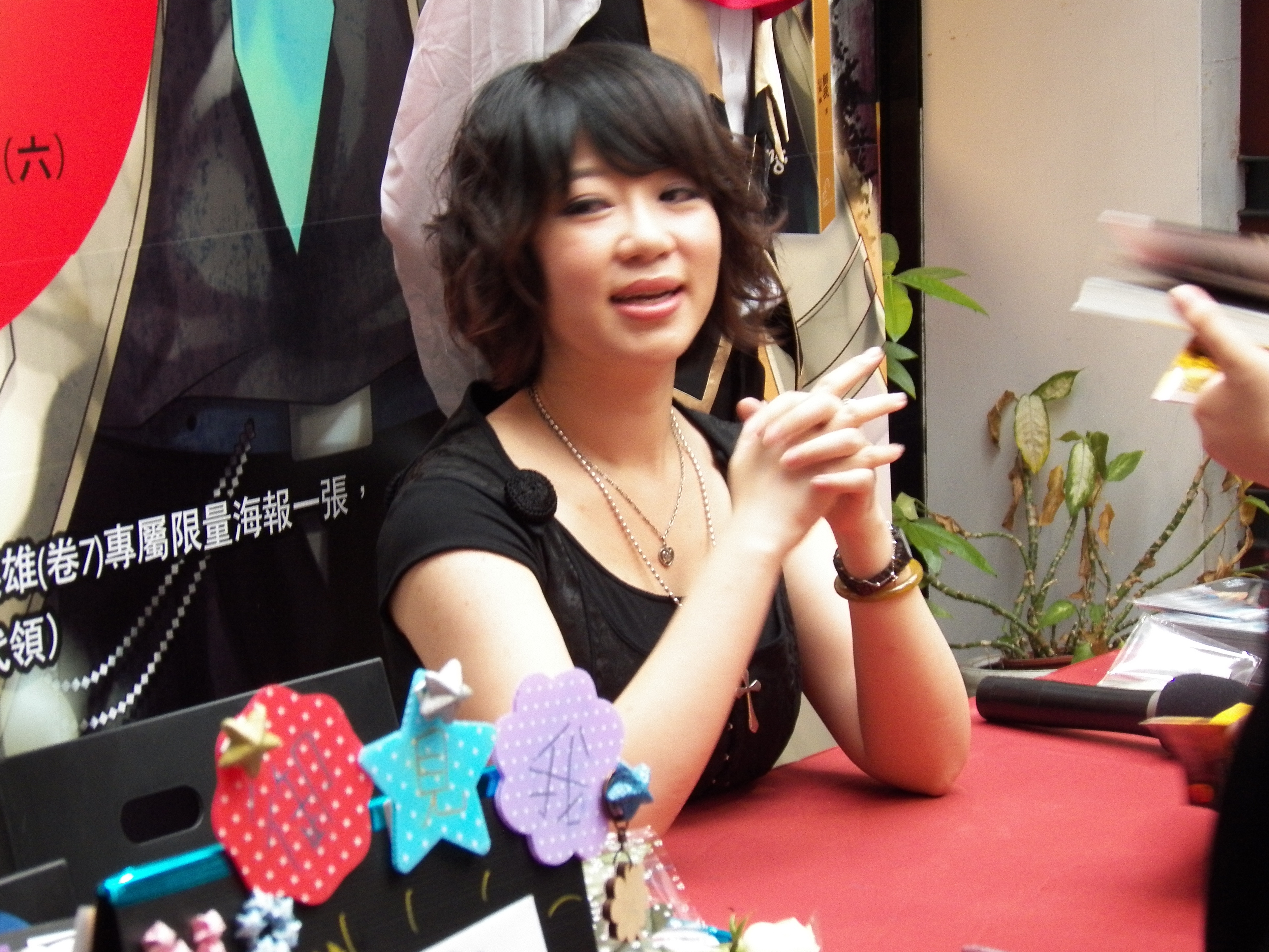
Yu Wo, 2012

Yu Wo (en chino: 御我, nacida Chen Wenxuan, pinyin: Chén Wénxuān, 御我戀; Taiwán, 29 de abril de 1984) es una escritora taiwanesa de novela ligera conocida por su serie literaria ½ Príncipe.
En 2006 se graduó en la Universidad de Cheng Kung y comenzó con novelas on line publicando su primera light novel de la serie ½ Príncipe  en 2004 con ilustraciones de Ya Sha. El éxito de la novela hizo que se editara en cómic. Ha repetido este formato de novelas seriales con La leyenda del caballero solar o La cazadora de eclipses.

## Obra
- 《1/2王子》, 2004-2005
- 《不殺》, 2005-2006
- 《戀愛RPG》, 2006
- 《GOD》, 2006-2008
- 《吾命騎士》, 2007-2011
- 《玄日狩》, 2007-2008
- 《神魔交易》, 2008
- 《非關英雄》, 2008-2015
- 《公華》, 2009-2014
- 《女武》, 2012
- 《幻•虛•真》, 2013-2018
- 《終疆》, 2014-2019